# Mark Pivarunas
Mark Anthony Pivarunas (Chicago, Illinois, 31 de outubro de 1958) é um bispo sedevacantista católico estadunidense e superior-geral da Congregação de Maria Imaculada Rainha.

## Biografia

### Início da vida e família
Mark Anthony Pivarunas nasceu de seu pai, Walter Pivarunas, e de uma mãe de etnia italiana, em 31 de outubro de 1958, em Chicago, Illinois, Estados Unidos . Foi batizado em 7 de dezembro do mesmo ano, na Igreja dos Sete Santos Fundadores, na mesma cidade. Ele recebeu sua primeira comunhão em 7 de maio de 1966 e foi confirmado em 6 de junho de 1967.
Ele tem três irmãos e uma irmã.

### Vida religiosa
Pivarunas ingressou na vida religiosa na sedevacantista Congregação de Maria Imaculada Rainha (CMRI) em setembro de 1974. Depois de um ano de postulado, entrou no noviciado em 8 de setembro de 1975, tomando o nome religioso de Irmão Maria Tarcísio. Ele fez sua primeira profissão de votos em 12 de setembro de 1976. Em 12 de setembro de 1980, fez sua profissão perpétua.
Em maio de 1984, ele estava entre os da CMRI que removeram Francis Schuckardt, fundador da congregação, sob circunstâncias controversas.

### Sacerdócio
Pivarunas recebeu o treinamento habitual do seminário. Em 27 de junho de 1985, no Monte Saint Michael do CMRI, tendo recebido a comenda de seus superiores, ele, juntamente com outros dois, foi ordenado sacerdote pelo bispo George Musey de Galveston, Texas, Estados Unidos, um bispo sedevacantista que estava em contato com o CMRI após a expulsão de Schuckardt. A linhagem episcopal de Musey, como a da maioria dos outros bispos sedevacantistas, remonta ao bispo sedevacantista vietnamita Ngô Đình Thục.
Em 1984, no Monte São Miguel, Padre Pivarunas fundou o Seminário Mater Dei. Em 1989, o seminário foi transferido para Omaha, Nebraska, Estados Unidos. Ele serve ao seminário maior da CMRI até hoje.

### Superior-geral
Em agosto de 1989, Pivarunas, agora com trinta anos, foi eleito para o cargo de superior-geral da CMRI, sucedendo ao padre Denis Chicoine.
Pivarunas viajou extensivamente por todo Nebraska, Estados Unidos, e em estados vizinhos para ministrar a missa e os sacramentos.

### Episcopado
Em janeiro de 1991, o bispo Moisés Carmona de Acapulco, Guerrero, México, outro bispo sedevacantista cuja linhagem episcopal remonta a Thục, visitou o Monte São Miguel. Antes de seu retorno ao México, em 1º de fevereiro de 1991, ele deixou uma carta expressando seu desejo de consagrar como bispo quem a congregação escolher. Em 3 de abril de 1991, Pivarunas foi eleito para ser consagrado bispo.
De acordo com a prática católica, ele descontinuou o uso de seu nome religioso, "Tarcisius", e, de acordo com as Constituições da CMRI, renunciou ao cargo de superior-geral. Ele foi sucedido pelo padre Casimir M. Puskorius.
Em 24 de setembro de 1991, no Monte São Miguel, Pivarunas foi consagrado bispo por Carmona.
Em 30 de novembro de 1993, em Cincinnati, Ohio, Estados Unidos, Pivarunas consagrou bispo o sedevacantista padre Daniel Dolan.
Em 1995, Pivarunas foi reeleito superior-geral da CMRI, sucedendo Puskorius. Ele continua sendo o superior-geral até hoje.
Em 11 de maio de 1999, em Acapulco, Guerrero, no México, com Dolan auxiliando como co-consagrador, Pivarunas consagrou o padre Martín Dávila da sedevacantista Sociedad Sacerdotal Trento (Sociedade Sacerdotal de Trento) um bispo.
Desde sua consagração episcopal, Pivarunas viajou para os Estados Unidos, México, Canadá, Nova Zelândia, América do Sul e Europa para fornecer Crisma e outros sacramentos a vários milhares de crianças e adultos. Há mais de cem sacerdotes e religiosos sob seus cuidados espirituais.
Atualmente, ele reside em Omaha, Nebraska, Estados Unidos, servindo lá como superior-geral da CMRI e como reitor do Seminário Mater Dei.